# Dancer (электробус)
Dancer — литовский 12-метровый низкопольный электробус, разработанный Клайпедским предприятием Vėjo Projektai в 2010-х годах. Кузов электробуса изготовлен из композитного материала, основную часть которого составляют переработанные пластиковые бутылки.

## История
Идея о создании нового автобуса на электрической тяге появилась в 2012 году. Создание концепции и торгового знака началось в 2013 году. В 2015 году на основе старого троллейбуса Škoda 14Tr была разработана абсолютно новая машина на электрической тяге, на которой были созданы, испытаны и протестированы новые технологии композитного корпуса, батарей и движителя. За счёт нового более лёгкого корпуса масса троллейбуса упала на 57%. В 2016-м была разработана окончательная концепция нового электробуса, около половины деталей которого должны были изготавливаться в Литве, остальная часть – производиться крупными Европейскими производителями.
Первые два электробуса были построены в 2019 году, они были протестированы, после чего была установлена рекордная скорость полной зарядки — 10 минут. Таким образом электрический автобус мог продолжать совершать маршруты без лишних задержек. В том-же году оба электробуса были проданы Клайпедскому автобусному парку, в 2020-м началась их эксплуатация. Позже к ним присоединилось ещё два электробуса. 6 мая 2020 года электробус Dancer был удостоен высшей награды Golden A’ Design Award в категории транспортных средств, за его конструкцию, сверхлёгкий композитный корпус, задний экран, сообщающий водителям о движении впереди автобуса, и высокую эффективность. В 2021 году была разработана система более эффективного использования литий-титанатных аккумуляторов. По данным на начало 2021 года, электробусы Dancer прошли более 100 000 км пробега, за год эксплуатации три электробуса сэкономили примерно выброс 113 тонн CO2 и сажи в атмосферу. Развернуть серийное производство электробусов планируется в 2023 году, а к 2024 году планируется создать 18-метровый вариант автобуса.
В начале 2022 года электробус Dancer испытывался в Вильнюсском аэропорту.
В июле 2022 года был подписан договор с «Клайпедским автобусным парком», в результате которого он заказал 10 автобусов Dancer, которые будут поставлены в течение 2023 года.

## Технические характеристики
Электробус снабжается литий-титанатными аккумуляторами Toshiba SCiB мощностью 60 кВт. Электробус способен эксплуатироваться в температурах от -30 °C до +50 °C. Мощность заряжания: 500 кВ. Автобус на одном полном заряде способен проезжать до 100 км, либо неограниченное количество автобусных маршрутов, заряжаясь на конечных станциях. Время зарядки составляет менее 10 минут. Дополнительный способ зарядки – через кабель CCS2. Машину приводят в движение два мотор-колеса марки ZF, которые суммарно развивают 340 л.с..